# Dion Beebe
Dion Beebe (1968) é um diretor de fotografia australiano.
Beebe nasceu em Brisbane, Queensland. Quando ele tinha cinco anos, sua família se mudou para a África do Sul, para vivier na Cidade do Cabo. Apesar de seu pai ser um destista, ele tinha uma paixão por fotografia. Quando Beebe era criança seu pai o levava para tirar fotos, depois ele conseguiu alugar um câmera 16 mm, começando a fazer pequenos filmes. Ele começou a fazer cursos de fotografia no colégio, até entrar para a Escola Australiana de Cinema, Televisão e Rádio, estudando lá de 1988 até 1990.
Depois de se formar, ele começou a trabalhar em uma produtura de Sydney como diretor/diretor de fotografia, principalmente em clipes musicais. Billy McKinnon, que havia trabalhado com Jane Campion em The Piano (1993) viu seu trabalho e o recomendou para ser o diretor de fotografia do filme Crush (1992), ele tinha 24 anos.

## Filmografia
- Crush (1992)
- Vacant Possession (1995)
- Floating Life (1996)
- What I Have Written (1996)
- Praise (1998)
- Memory & Desire (1998)
- Holy Smoke (1999)
- Forever Lulu (2000)
- The Goddess of 1967 (2000)
- Charlotte Gray (2001)
- Equilibrium (2002)
- Chicago (2002)
- In the Cut (2003)
- Collateral (2004)
- Memoirs of a Geisha (2005)
- Miami Vice (2006)
- Rendition (2007)
- Land of the Lost (2009)
- Nine (2009)
- Green Lantern (2011)
- Gangster Squad (2012)